# Love Birds - Una strana voglia d'amare
Love Birds - Una strana voglia d'amare (Komm, süßer Tod) è un film del 1969 diretto da Mario Caiano.

## Trama
I due coniugi, Guido e Marina ed i due amanti, Nino e Conny, sono sorpresi da un temporale e quindi sono costretti a non ritornare in città dopo una gita domenicale. Tutti si rifugiano in una villa isolata. In questa villa vivono un maggiordomo, un conte e una contessa. I quattro ospiti si lasciano andare a una serie di ambigui giochi erotici, ma soltanto Marina resiste. Marina fugge, perché tutti decidono di rinviare la partenza. Nino, Guido e Conny la inseguono perché intendono farle cambiare idea e farla rimanere con gli altri nel castello. Al termine di un inseguimento Guido spinge la moglie nel vuoto, Nino e Conny osservano compiacenti. Marina muore. Tornati al castello vengono accolti dai conti e dal maggiordomo e dalla rediviva Marina che, or ora, resterà sempre con loro.